# 邵阳北塔
邵阳北塔位于中国湖南省邵阳市北塔区，在资江和邵水汇流的北岸，与东塔遥相对峙，又与砥柱矶上的亭外亭隔江相望。

## 历史
北塔于明朝隆庆四年（1570年）开始筹建，三年后万历元年（1573年）正式动工，万历十年竣工。 2001年6月被国务院公布为全国重点文物保护单位。2001年10月由中国国家文物局拨款进行了维修。

## 结构
塔高26米，七层砖石结构，一至三层塔檐斗拱皆镶以精磨片石，瓦面配有莲花图案。塔顶以三个叠立的铁质宝瓶组成塔刹，抗日战争日军空袭时一铁宝瓶被震落。每层的檐角原配有铜铃